# Robert Evans (journalist)
Robert Evans är en amerikansk journalist som har rapporterat om globala konflikter och extremism på nätet. Med bakgrund som redaktör på humorwebbplatsen Cracked.com, skriver Evans nu för Bellingcat, en nätpublikation för grävande journalistik, och ger ut ett flertal poddradioprogram, inklusive Behind the Bastards, Behind the Police, Behind the Insurrections, It Could Happen Here, The Women's War och The Worst Year Ever.

## Yrkesliv
Evans arbetade på humorwebbplatsen Cracked som redaktionschef. Han ledde ett team som publicerade artiklar om "personlig erfarenheter". Dessa artiklar delades in i två huvudkategorier: journalistiska artiklar med olika källor och personliga narrativ.
År 2016 gav Evans ut boken A Brief History of Vice om inverkan narkotika haft på civilisationers utveckling och historia.
Evans har rapporterat om konflikter i Irak, Ukraina och Rojava, liksom om högerextremism i USA, av vilket en del är gjorts för Bellingcat. Evans är programledare för podcasten Behind the Bastards och en av tre programledare för podcasten Worst Year Ever.
År 2019 slutförde Evans podcast-serien The War on Everyone, en om hur vitmaktrörelsen och fascism har utvecklats och spridit sig i amerikansk samtida kultur, liksom It Could Happen Here, en podcast om farhågor till ett andra amerikanskt inbördeskrig.
Evans publicerade en ny podcast-serie med titeln The Women's War i mars och april 2020 om Rojava, den främst kurdiska autonoma regionen i Syrien.
I juni och juli 2020 arbetade Evans fram podcast-serien med titeln Behind the Police, som behandlade polisens historia i USA som kontext för de under sommaren pågående oroligheterna i samband med fallet George Floyd.
Under november 2020 till början av 2021 gav Evans ut Uprising: A Guide From Portland, en podcast med förstahandsvittnesmål om proteströrelsen i Portland, Oregon sommaren 2020, efter George Floyds död.

### Betydande reportage
Evans har producerat reportage om aspekter av internetkultur, inklusive 8chan, ett anonymt extremismanknutet internetforum, samt Gamergate-kontroversen, en rörelse som han beskriver till stor del organiskt genererad, med visst inflytande från vitmaktrörelsen och extremister med lång erfarenhet av radikalisering av människor på internetforum.
Efter terrorattentatet i Christchurch-moskén i mars 2019 hänvisade nyhetsrapportering från Rolling Stone, Vox och Atlantic till Evans varningsord om gärningsmannens manifest. Evans hävdade att manifestet bara var en red herring, eller villospår full av referenser och memer som var avsedda att distrahera observatörer. 2019 förlitade sig Vox på Evans utredning gärningsmannens manifest och dess karaktär som ett 74-sidigt internskämt som skulle radikalisera andra användare på 4chans /pol/-forum.
I en artikel utgiven av Bellingcat diskuterar Evans framväxten och egenskaperna hos boogaloo-rörelsen, en löst sammansatt grupp som uttrycker intresse för att orsaka inbördeskonflikt i USA. Evans säger att han blev medveten om boogaloo-rörelsen när han studerade på 2020 Virginia Citizens Defense League Lobby Day.

### Proteströrelsen i Portland efter George Floyd död
Under sommaren 2020 bevakade Evans George Floyd-protesterna i Portland, Oregon, och började under de första dagarna dokumentera demonstranter, motdemonstranter och polis samt rapportera via Bellingcat och annan media. Hans bevakning av de här händelserna lyftes fram av New York Times, som intervjuade Evans om hans arbete efter demonstrationernas 50:e dag.
I juli gick Evans med i grupptalan mot staden Portland angående de lokala polisstyrkornas våldsanvändning. Stämningen söker inte monetära ersättningar utan vill granska stadens polismyndigheters gärningar och ändra på regelverk och beteende. Evans gick med frilansjournalisten Bea Lake och bostadsspecialisten Sadie Oliver-Gray som kärande. I stämningen hävdas att poliser var olagligt våldsamma, hindrade journalister från att rapportera och inskränkte rätten till yttrandefrihet. Åtalet beskriver händelser som drabbade Evans, inklusive hur "polisen påstås hota honom med gripandet om han inte lämna området,  påstås skjuta honom i foten med en tårgasgranat och bespruta honom med tårgas och upprepade gånger knuffa honom".
På lördagen den 22 augusti krossade en högerdemonstrant Evans hand med ett batongslag medan han videofilmande. I ett samtal med The Guardian hävdar Evans att de högersinnade motdemonstranterna "definitivt anlände beredda att slåss", var "mycket aggressiva från början" och var utrustade med "knivar, vapen, paintballvapen med frysta pellets samt batonger".
I augusti blev låten "No Cock Like Horse Cock" en populär protestsång i nordvästra USA. Det var oklart exakt hur trenden formades, men Pepper Coyote, musikern som producerade låten, antog att demonstranter kände till hans låt genom en coverversion som spelades upp i Evans program Behind the Bastards.